# Basilique Saint-Louis-de-Gonzague de Cúcuta
La basilique Saint-Louis-de-Gonzague de Cúcuta, est une église catholique colombienne, située dans la municipalité de Cúcuta. Elle conserve un tableau de Notre-Dame de Chiquinquirá. L'église est élevée au rang de basilique mineure le 7 octobre 2019 par le décret de la congrégation pour le Culte divin et la Discipline des Sacrements,.